# Europameisterschaften im Bogenschießen 2008
Die Europameisterschaften im Bogenschießen 2008 wurden vom 12. bis 17. Mai im französischen Vittel ausgetragen.

## Ergebnisse

### Recurvebogen
| Disziplin         | Gold                                                      | Silber                                                           | Bronze                                                           |
| ----------------- | --------------------------------------------------------- | ---------------------------------------------------------------- | ---------------------------------------------------------------- |
| Männer Einzel     | Balschinima Zyrempilow                                    | Markijan Iwaschko                                                | Rafał Dobrowolski                                                |
| Frauen Einzel     | Bérengère Schuh                                           | Naomi Folkard                                                    | Pia Lionetti                                                     |
| Männer Mannschaft | Italien Mauro Nespoli Marco Galiazzo Ilario Di Buò        | Frankreich Thomas Aubert Romain Girouille Jean-Charles Valladont | Niederlande Pieter Custers Wietse van Alten Ron van der Hoff     |
| Frauen Mannschaft | Polen Justyna Mospinek Iwona Dzięcioł Małgorzata Sobieraj | Deutschland Kristina Berger Lisa Unruh Anja Hitzler              | Russland Natalja Erdynijewa Xenija Perowa Jekaterina Charchanowa |

### Compoundbogen
| Disziplin         | Gold                                                       | Silber                                                              | Bronze                                                   |
| ----------------- | ---------------------------------------------------------- | ------------------------------------------------------------------- | -------------------------------------------------------- |
| Männer Einzel     | Morgan Lundin                                              | Dejan Sitar                                                         | Martin Damsbo                                            |
| Frauen Einzel     | Aurore Trayan                                              | Camilla Sømod                                                       | Amandine Bouillot                                        |
| Männer Mannschaft | Niederlande Emiel Custers Peter Elzinga Rob Polman         | Frankreich Sébastien Brasseur Pierre-Julien Deloche Dominique Genet | Schweden Magnus Carlsson Morgan Lundin Anders Malm       |
| Frauen Mannschaft | Russland Sofja Gontscharowa Anna Kasanzewa Albina Loginowa | Niederlande Ingeborg Enthoven Wilma Heijnen Irina Markovic          | Deutschland Sabrina Jagemann Andrea Weihe Melanie Mikala |

## Medaillenspiegel
| Platz  | Land           | Gold | Silber | Bronze | Gesamt |
| ------ | -------------- | ---- | ------ | ------ | ------ |
| 1      | Frankreich     | 2    | 2      | 1      | 5      |
| 2      | Russland       | 2    | –      | 1      | 3      |
| 3      | Niederlande    | 1    | 1      | 1      | 3      |
| 4      | Italien        | 1    | –      | 1      | 2      |
| 4      | Polen          | 1    | –      | 1      | 2      |
| 4      | Schweden       | 1    | –      | 1      | 2      |
| 7      | Dänemark       | –    | 1      | 1      | 2      |
| 7      | Deutschland    | –    | 1      | 1      | 2      |
| 9      | Großbritannien | –    | 1      | –      | 1      |
| 9      | Slowenien      | –    | 1      | –      | 1      |
| 9      | Ukraine        | –    | 1      | –      | 1      |
| Gesamt | Gesamt         | 8    | 8      | 8      | 24     |